# Flustra pedunculata
Flustra pedunculata är en mossdjursart som först beskrevs av Busk 1884.  Flustra pedunculata ingår i släktet Flustra och familjen Flustridae. Inga underarter finns listade i Catalogue of Life.